# 제52회 아카데미상
제52회 아카데미상은 1980년 4월 14일에 열린 시상식이다. LA 도로시 챈들러 파빌리온에서 개최되었으며 사회자는 조니 카슨이다.

## 후보 및 수상

### 작품상
- 크레이머 대 크레이머 - 스탠리 R. 제프 수상
- 재즈는 나의 인생 - Robert Alan Aurthur
- 지옥의 묵시록 - 프란시스 포드 코폴라
- 브레이킹 어웨이 - 피터 예이츠
- 노마 레이 - 타마라 아세예브

### 남우주연상
- 크레이머 대 크레이머 - 더스틴 호프만 수상
- 용감한 변호사 - 알 파치노
- 재즈는 나의 인생 - 로이 샤이더
- 찬스 - 피터 셀러스
- 차이나 신드롬 - 잭 레먼

### 여우주연상
- 노마 레이 - 샐리 필드 수상
- 인생 2장 - 마샤 메이슨
- 차이나 신드롬 - 제인 폰다
- 로즈 - 베트 미들러
- 사랑의 새출발 - 질 클레이버그

### 남우조연상
- 찬스 - 멜빈 더글러스 수상
- 지옥의 묵시록 - 로버트 듀발
- 검은 종마 - 미키 루니
- 크레이머 대 크레이머 - 저스틴 헨리
- 로즈 - 프레더릭 포레스트

### 여우조연상
- 크레이머 대 크레이머 - 메릴 스트립 수상
- 브레이킹 어웨이 - 바바라 배리
- 크레이머 대 크레이머 - 제인 알렉산더
- 맨하탄 - 마리엘 헤밍웨이
- 사랑의 새출발 - 캔디스 버겐

### 감독상
- 크레이머 대 크레이머 - 로버트 벤튼 수상
- 재즈는 나의 인생 - 밥 포시
- 지옥의 묵시록 - 프란시스 포드 코폴라
- 브레이킹 어웨이 - 피터 예이츠
- 새장 속의 광대 - 에두아르드 몰리나로

### 각본상
- 브레이킹 어웨이 - 스티브 테시크 수상

### 각색상
- 크레이머 대 크레이머 - 로버트 벤튼 수상

### 촬영상
- 지옥의 묵시록 - 비토리오 스토라로 수상

### 편집상
- 재즈는 나의 인생 - 앨런 하임 수상

### 미술상
- 재즈는 나의 인생 - 필립 로젠버그 수상

### 의상상
- 재즈는 나의 인생 - 알버트 울스키 수상

### 음악상
- 리틀 로맨스 - Georges Delerue 수상

### 주제가상
- 노마 레이 - 데이비드 샤이어 수상

### 음향믹싱상
- 지옥의 묵시록 - 월터 머치 수상

### 시각효과상
- 에일리언 - H.R. Giger 수상

### 외국어영화상
- 양철북 수상

### 단편애니메이션상
- 에브리 차일드 - 데릭 램 수상

### 단편영화상
- 보드 앤 케어 - 사라 필스버리 수상

### 장편다큐멘터리상
- Best Boy - Ira Wohl 수상

### 단편다큐멘터리상
- Paul Robeson: Tribute to an Artist - Saul J. Turell 수상

### 공로상
- 알렉 기네스 수상
- Hal Elias 수상

### 진 허숄트 박애상
- Robert Benj 수상

### 어빙 탤버그 상
- 레이 스타크 수상

### 음악스코어링상
- 재즈는 나의 인생 - 랠프 번즈 수상
- 표창메달John Aalberg 수상
- Charles G. Clarke 수상